# Wereldvredesvlam

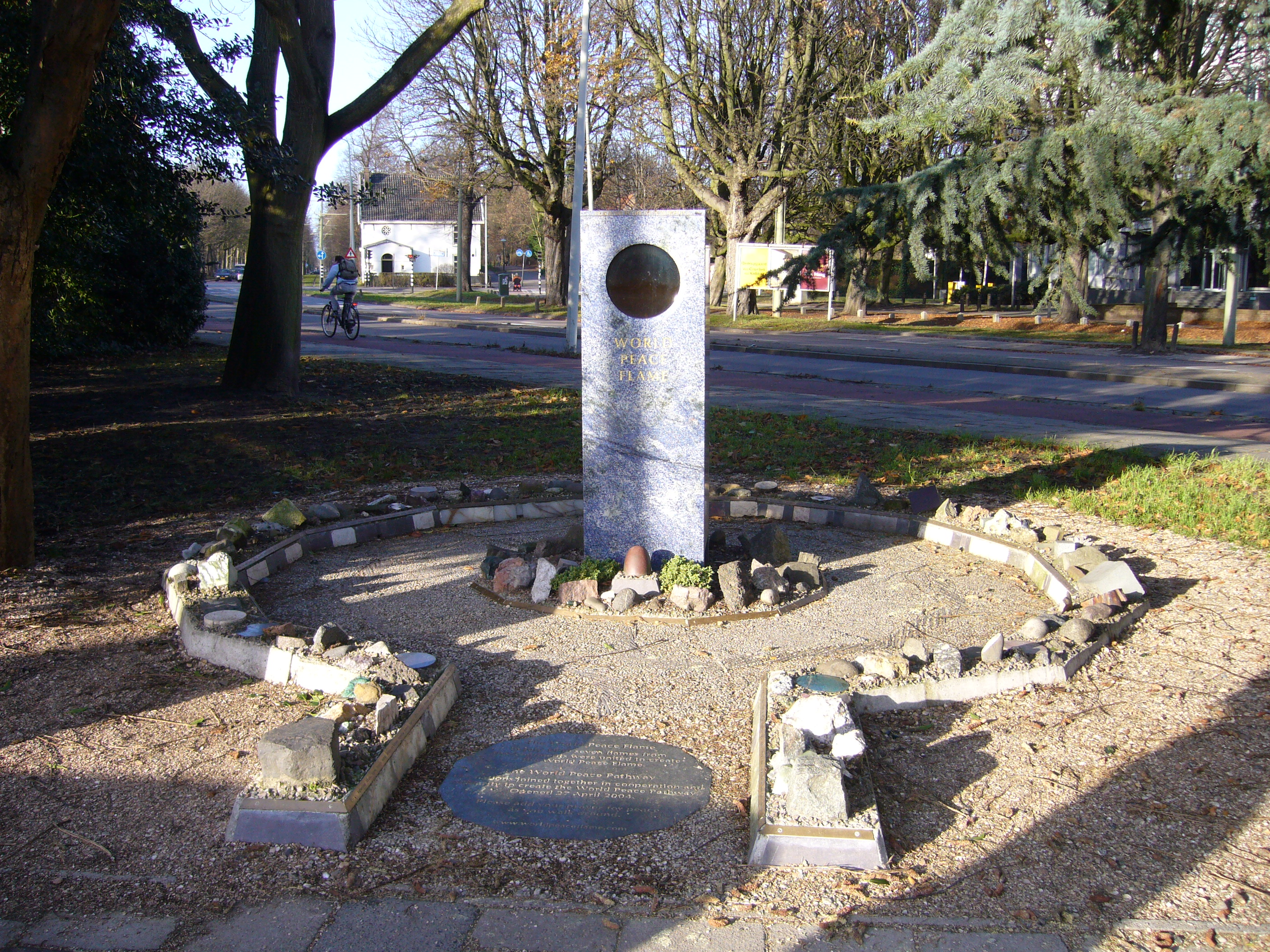
Vredesvlam bij het Vredespaleis in Den Haag

De Wereldvredesvlam is een sinds 1999 brandende vlam in Wales. Door het wereldwijd verspreiden van deze vlam wordt aandacht voor de wereldvrede gevraagd.
Op 31 juli 1999 werden zeven vlammen vanaf vijf continenten samengebracht in Bangor in Noord-Wales. Van die zeven vlammen werd een achtste vlam gemaakt, de Vlam van de Wereldvrede. Vanaf dat moment zijn er vlammen in Bangor ontstoken om vredesvlammen over de wereld te verspreiden.
De vredesvlam is een initiatief van de spirituele en charitatieve instelling Life Foundation. Deze stichting werd in 1978 opgericht, onder meer door de (zelf benoemde) goeroe Mansukh Patel, die ook bekendstaat om zijn vredeswandelingen. Daarnaast organiseert hij ieder jaar een vredesconferentie. De Life Foundation is de drijvende kracht achter het dru-yogaprogramma.

## Monument bij het Vredespaleis
De eerste wereldvredesvlam in Nederland werd op 18 april 2002 naast de toegangshekken van het Vredespaleis geplaatst. Daar is een speciaal monument opgericht met een altijd brandende vlam. Op het monument staat de tekst: "May all beings find peace". Het monument wordt sinds 2004 omringd door het "Wereldvredespad" langs een rand van 196 stenen en steentjes uit 196 landen. Sommige stenen zijn bijzonder: zo ligt er een brok steen uit de Berlijnse Muur en een steen van Robbeneiland, de plek waar Nelson Mandela jarenlang gevangen zat.
Aan het begin van het rond het monument gaande vredespad ligt een platte ronde steen met de tekst:
The World Peace Flame

In July 1999 seven flames from 5 continents were united to create the World Peace Flame.

The World Peace Pathway

196 Nations joined together in cooperation and solidarity to create the World Peace Pathway.

Opened April 2004

Please add your prayer for peace as you walk around.

## Verspreiding
Inmiddels zijn met de vredesvlam van het Haagse monument ook andere vredesvlammen ontstoken zoals:
- 2001: In Deventer bij het Albert Schweitzer monument op de Brink.
- 2005: In Venlo in het Julianapark achter het Limburgs Museum.
- 2007: In Cadzand. Deze vlam wordt doorgegeven, eerst naar Knokke, en later naar een school in Terneuzen. Op 3 december 2007 werd van hieruit een vlam ontstoken in in Brugge.
- 2010: In Nijmegen kwam een monument met vredesvlam op de Titushof tegenover het Titusbrandsma memorial.
- 2012: In Oosterbeek is een vredesvlam ontstoken bij het Airborne Museum
- 2017 In Hengelo (Gld) is een vredesvlam naast de Remigiuskerk geplaatst.

## Kritiek op de Life Foundation
De stichting Life Foundation en haar oprichter hebben sinds 2001 kritiek te verduren gekregen. Zij werden ervan beschuldigd slechts een miniem deel van de fondsen aan goede doelen te besteden, en ex-leden traden naar buiten met beschuldigingen over uitbuiting en misbruik. De organisatie veranderde haar naam inmiddels in "Dru World Wide".